# Comesoma vulgare
Comesoma vulgare är en rundmaskart som beskrevs av Bastian 1865. Comesoma vulgare ingår i släktet Comesoma och familjen Comesomatidae. Inga underarter finns listade i Catalogue of Life.